# 田中上奏文
田中上奏文（たなかじょうそうぶん）は、昭和初期に中国を中心に流布した偽書である。
第26代内閣総理大臣田中義一が、1927年（昭和2年）に日本の対中国政策を決めた東方会議の結果を受けて、昭和天皇へ「極秘に行った上奏文」の翻訳であるとされ、〈中国の征服には満蒙（満州・蒙古）の征服が不可欠で、また世界征服には中国の征服が不可欠〉との内容であったため、日本による世界征服の計画書だとされた。田中メモリアル・田中メモランダム・田中覚書とも呼ばれ、中国では田中奏摺、田中奏折と呼ばれる。英語表記はTanaka Memorial。
出回りだした当時から日本側では偽書であると考えられており、当初は中華民国で流布しているとして日本政府は民国政府に抗議を行った結果、民国政府の機関紙『中央日報』で真実の文書ではないと報じた。しかし1930年代には日中関係悪化にともなって反日プロパガンダに利用されるようになり、日本は国際連盟などでも答弁を求められることとなった。各国は中国を支持し、日本は国際社会で孤立し、外交的に敗北を喫することとなった。またアメリカのプロパガンダ映画『バトル・オブ・チャイナ』でも日本の侵略計画の根拠であるとされ、戦後には東京裁判においても一時は審理対象として証拠申請されたこともあった（証拠採用はされなかった。詳細後述）。
田中上奏文の作成経緯については、王家楨やソ連によるとの説、日本軍人が作成した大陸問題処理案を基に森外務政務次官ら外務省関係者が手を加えて作った説など諸説がある。
また、内容については、上奏が行われたとされる1927年当時にはすでに死去していた山縣有朋（1922年死亡）が文中に登場するなど、明らかな誤謬があり、とても官僚がまとめた文章とは思えないとの指摘がある。一方で、それは日本語で原文が作成され中国人が翻訳、それらの過程で自己の都合に合わせた改作が施され、それをさらに日本語に訳し直した結果に他ならないとする見方もある。
歴史家のジョン・ダワーは、当時効果を発揮した見事なプロパガンダ文書であったことに現在のほとんどの学者が同意していると述べている。しかし、いまだに偽書ではないとする者も日本国外には一部存在している。近代日本外交史研究者の稲生典太郎は、田中上奏文自体は偽書にせよ、それに類似した計画なり決議なりはあったに違いないとする見解であれば、日本の学者の通説であるらしいと述べている。

## 時代背景
日本は1925年（大正14年）の日ソ基本条約に基つき、北樺太のオハ油田の利権を獲得し、1926年に北樺太石油を設立して大日本帝国海軍がこれを掌理していた。
1927年（昭和2年）3月24日、蔣介石ら国民革命軍は南京に入城し、外国領事館を襲撃する南京事件が発生する。この南京事件はのちにコミンテルンのミハイル・ボロディンらによる工作であると判明するが、同年4月3日には日本人居留民が襲撃される漢口事件が発生した。こうした事件を受けて幣原喜重郎外相の協調路線は軟弱であると批判され、1927年4月20日に田中義一政友会内閣が成立。田中は対中外交を積極方針へと転じ、5月末から6月にかけて居留民保護のために山東出兵を行った。
6月27日から7月7日にかけて外務省・軍関係者・中国駐在の公使・総領事などを集めた対中政策についての東方会議が東京で行われた。これは田中内閣のもとで外務次官となった森恪が実質的に組織した。森は満蒙政策強硬論者であり、遼寧省・吉林省・黒竜江省の東三省を中国から分離する方針が反映したものであった。7月7日に「対支政策要綱」が発表された。要綱では、自衛を理由に武力行使を辞さないこと(第五条)、日本は東三省、満蒙に「特殊地位」があること(第七条)、動乱が満蒙に波及した場合は「適当の措置に出づるの覚悟あるを要す」とあった(第八条)。
日本軍による山東出兵が行なわれるなか、日本軍の進出に対して北京政府直隷派の周蔭人らは青島奪還を計画。他方、北京政府奉天派張宗昌はこれを討伐しようとした。しかし中国では山東出兵は中国主権を剥奪する侵略的野心を蔵するものと解され、特に奉天において、「東方会議の結果および田中内閣の満蒙積極政策反対」のスローガンをかかげた反日運動が行われた。
その後、1928年には済南事件、張作霖爆殺事件が起こり、1929年（昭和4年）7月に田中内閣は張作霖爆殺事件の責任者処分に絡んで総辞職した。同年9月に田中は死去している。

## 文書の出現と流布
このような時代背景の中、田中上奏文が作成されたが、いつから流布していたのかは不明である。

### 日本政府による文書の認知
日本政府は1929年（昭和4年）9月に田中義一が上奏したという国策案なるものを入手、それを中国政府が翻訳し第3回太平洋問題調査会会議（京都会議）に提出しようとしているという情報をつかんだ。
しかし、外務省亜細亜局長有田八郎は、この文書に誤りを見出した。上奏が内大臣ではなく宮内大臣を経由している記述、九カ国条約に対する打開策協議に死んだはずの山縣有朋が参加しているという内容、田中義一の欧米訪問やフィリピンでの襲撃事件の記述などの誤りである。そこで、会議において田中上奏文が偽書であることを暴露しようとした。しかし、日華倶楽部によると、他国側よりの勧告があり、中国は提出を見合わせたという。歴史家の秦郁彦によれば、漢文と英文の翻訳が作られ一部出席者には非公式に配布されたとする。これが、田中上奏文の存在が確認された最初ということになる。1929年12月、南京で雑誌『時事月報』に漢文訳が、1931年9月、上海で雑誌『China Critic』に英文訳が出る。日華倶楽部が漢文訳を邦訳、その田中上奏文の4つの序文のうちの1つに（民国）18年（1929年）9月という日付がある。

### 南京での中国語での雑誌発表
田中上奏文が中国をはじめ一般に知られたのは、1929年12月、南京で発行されていた月刊誌『時事月報』に、中国文で『田中義一上日皇之奏章』が発表されたことによる。しかし、その数か月前から日中の外交関係者の間で、その存在が知られていたという。
『時事月報』の序文は、明治天皇の遺訓が、第一に台湾掠奪・第二に韓国併合・第三に満蒙掠奪であり、現在は第三期で、現に、政治的進取・経済的侵略・人口的移植が上奏文に従って行われつつあるとして警鐘を鳴らしている。田中上奏文は、その後、東三省を中心に流布した。

### 日中政府の対応
1930年（昭和5年）1月18日、石射猪太郎吉林省総領事は幣原外務大臣と南京の公使に対して、『時事月報』に掲載された「田中義一の上奏文」と題する長文の「排日記事」が吉林で一部人士にセンセイションを起こし、単行本の計画があるらしいこと、奉天方面では既に配布されたとの噂があることを電報で報じた。
2月9日、重光葵公使は、中国国民政府外交部部長王正廷と会見し「田中上奏文」が事実無根として取締まることを要請した。王は4月11日に「出来る丈け取締をなすべし尤も冊子の発売を禁止するが如きは事実上仲々徹底せざる憾ある」から、むしろ「貴方公文中の説明を適宜発表し一般の誤解を解く様にしては如何」と答え、4月12日には機関紙『中央日報』で「田中上奏文」の誤りを報じた。当初、中国政府も偽書であると認識していた。

### 日華倶楽部による日本語訳
1930年6月、日華倶楽部が『支那人の観た日本の満蒙政策』という題名で邦訳を刊行した。日華倶楽部は、田中上奏文や、それに対する中国人の見方を発表して、日中問題の認識がいかに食い違っているかを示そうとした。
日華倶楽部によれば、同じ内容の文書が、『日本侵略満蒙政策』、『節訳田中内閣対満蒙積極瀬策奏章』などという題名で流布したほか、英字新聞にも掲載されたという。しかし、日本ではこの田中上奏文に対して反響は少なかった。

### 英語版、コミンテルンによる流布
田中上奏文は10種類もの中国語版が出版され、組織的に中国で流布され、また1931年には上海の英語雑誌『チャイナ・クリティク』に英語版「タナカ・メモリアル」が掲載され、同内容の小冊子が欧米や東南アジアに配布された。ソ連のコミンテルン本部も同1931年『コミュニスト・インターナショナル』に全文掲載し、ロシア語、ドイツ語、フランス語で発行し「日本による世界征服構想」のイメージを宣伝した。フランス国会では、1931年11月26日にジャック・ドリオが文章を引用しながら演説をおこなった。

### 国際連盟論戦における中国の対日勝利
1931年（昭和6年）9月の満州事変が勃発。中国は翌1932年のジュネーブの国際連盟第69回理事会において「日本は満州侵略を企図し、世界征服を計画している」と訴え、その根拠として1930年に中国国民政府機関紙で偽書であると報じた田中上奏文を真実の文書として持ちだした。そのため日本政府は田中上奏文が偽書であることを立証する必要にせまられた。
日本側は文書の真贋を問題とするにとどまった。対して、民国側は、もとよりこの文書の真贋が分かるのは日本だけで、問題はこの内容通りに事態が進展していることであり、日本の一部朝野ではこの内容の認識が共有されているのではないかと追及し、中国は日本が世界征服をもくろんでいると強調し、国際世論に訴えた。
1932年（昭和7年）5月6日に、ニューヨークの堀内総領事はタイムズ紙に田中上奏文の記事を掲載するについて、田中上奏文の記述の誤りを指摘するため、大正5年の日支交渉担当者田中義一の官職、フィリピン訪問の状況や襲撃事件について事実の確認を外務大臣に求めている。同年、K.K.カワカミ（河上清）は著書、Japan Speaks の中で、犬養毅が指摘する田中上奏文の誤りを掲載して偽書であることを示そうとした。米国人ジャーナリスト・エドガー・スノーは1934年の処女作『極東戦線』（Far Eastern Front）で、田中上奏文について「一九二七年六月、日本の文武官を集めて開かれた、将来のアジア政策についての会議ののちに作成されたもようである」として触れている。スノーは、日本政府や犬養毅が田中上奏文を偽造であるとしたことを紹介し「この覚書が示す考えとほとんど同じ考えをもっていた右翼の手によって暗殺された古ギツネ(犬養毅)の悲劇的な死は、たとえ覚書自身がにせものであったとしても、その背後にある精神の実態をもっともよく証明するものだと思われる。もしにせものづくりがこの覚書をデッチあげたのだとすれば、彼はすべてを知りつくしていたことになる。この文書がはじめて世界に出たのは一九二八年だったが、それは最近数年間の日本帝国主義の進出にとってまちがいない手引き書となったのである。」と述べた。スノーは『アジアの戦争』Battle for Asia （1941年）の中でも、田中上奏文の一説を引用している。

### 国際連盟評議会における日中の見解
1932年の国際連盟評議会において松岡洋右は日本政府"公式"見解として北平（北京）駐在陸軍武官と中国人の合作（ただし、翻訳からの二次引用）としている。

私はその記録が北平に於ける或公使館附陸軍武官によつて、或支那人の黙認のもとに造り上げられたものであると信じ得る報告を前にしてゐる。……

後に私は確實に信頼し得る方面から、或日本人が、東方会議に於ける日本の参加者側の行動計画を含むと称する秘密の報導の報告を起草したと言ふことを知つたのであり、今日までそれが眞相であることに些少の疑も有して居ない。その記録は支那人に五〇、〇〇〇弗で買はれた。それは事實であつて私に関する限り私はそれを眞實であると信ずるものである。

これに対して同評議会において顧維鈞は中国政府"公式"見解として、仮に捏造されたものとしても或る日本人によつて捏造されたに相違なく、この問題の最善の証明は實に今日の満洲に於ける全事態であると答えた。

もしもこの記録が仮に捏造されたものとするもそれは或る日本人によつて捏造されたに相違ない、何となれば現代の日本が行つた政策を、如何なる支那人も詳細に亘つてかくまでうまく云ひあらはし描き出すことはできないからである。

しかしながら私の意見では、この問題の最善の証明は實に今日の満洲に於ける全事態である。

### 太平洋戦争期での扱い
田中上奏文の多くは、1932年以降、主に対米戦争が始まってから出版されたものと考えられる。中国語版や英語版から様々な言語に翻訳され、太平洋戦争中には、田中上奏文を「日本の『我が闘争』」(Japan's Mein Kampf) として、日本の侵略意図を説明するために戦時宣伝に活用され、そのままポツダム宣言の6項目に特に色濃く反映された。

## 東京裁判での田中文書
日本の敗戦後、極東国際軍事裁判（東京裁判）では、侵略戦争の共同謀議の証拠とすべく国際検察局（IPS）が開廷の直前まで田中上奏文を探した。しかし、1946年5月5日ニューヨーク・タイムズに、田中義一・元内閣書記官長の鳩山一郎が偽文書であることを主張したインタビューが掲載され、更に、元国務省極東局長のJ・バランタインが田中上奏文は存在しないことを説明したので、IPSは探索をあきらめた。
1946年7月24日、東京裁判当時・中華民国の国防次長であった秦徳純は、日中戦争の開始に関する証言への反対尋問の中で、田中上奏文の真実性については明言はしなかったが、実在しなくとも現実に行われた日本の行動により表現されていると主張した。25日には、文書の真実性に何か確信があるかとの裁判長の問いに対して「真実のものとも、否ともいえぬ。だが日本が実際に行った事実は田中が預言者であったかの如くさえ思われる。」と答えた。また林逸郎弁護人の「田中覚書の中には福島安正大将の令嬢が金枝玉葉の身を以て蒙古王の顧問になったとか…。到底信用難きことが書かれて居りますが気が付かれませぬでしたか」との問いに、「あなたが非常にお詳しいことに対して敬意を表します、ただし私はその内容に付いて何ら注意したことがございませぬ」と答えた。
日本側の証人であった外交官の森島守人は弁護人の質問に「（田中上奏文について）聞いたことがある。またそれが偽物であることも承知している」と答えた。また森島はさらに上奏文の素性と経路に関して「浪人あたりがでっち上げて売り込んだか、中国人の手で創作したか、いずれかであろうと想像される」と述べるつもりであったが検事側からの抗議で発言を打ち切られた。
最終的に田中上奏文は東京裁判では証拠として採用されなかった。

## 内容
田中上奏文は中国語で4万字といわれる長文のものである（日本語の原文は未だ確認されていない）。中国の征服には満蒙（満州・蒙古）の征服が不可欠で、世界征服には中国の征服が不可欠であるとしているため、日本による世界征服の計画書だとされた。内容は次のような項目と附属文書から構成されている。
1. 満蒙に対する積極政策（資料により「総論」とする）
2. 満蒙は支那に非らず
3. 内外蒙古に対する積極政策
4. 朝鮮移民の奨励及び保護政策
5. 新大陸の開拓と満蒙鉄道
  - 通遼熱河間鉄道、洮南より索倫に至る鉄道、長洮鉄道の一部鉄道、吉会鉄道、吉会戦線及び日本海を中心とする国策、吉会線工事の天然利益と附帯利権、揮春、海林間鉄道、対満蒙貿易主義、大連を中心として大汽船会社を建立し東亜海運交通を把握すること
6. 金本位制度の実行
7. 第三国の満蒙に対する投資を歓迎すること
8. 満鉄会社経営方針変更の必要
9. 拓殖省設立の必要
10. 京奉線沿線の大凌河流域
11. 支那移民侵入の防御
12. 病院、学校の独立経営と満蒙文化の充実
13. 附属文書

最後の病院・学校については極めて短い文章で唐突に終わっている。従って、この文書は不完全な文書をベースに作られたとも考えられる。

## 田中上奏文の来歴
田中上奏文がどのようにして入手されたかについては諸説がある。

### 余日章説
日華倶楽部『支那人の観た日本の満蒙政策』の「例言」には「余日章が五万円の出費によつて日本に於いてその原文書を入手し、これを英語に翻訳し、さきの第三回太平洋問題調査会会議に提せんとしたのであつたが、他国側よりの勧告があり、提出は見合わせた、しかし、その英文訳は諸外国に配られたものであるといふ」と書かれている。

### 王家楨説
1. ひとつは『蔣介石秘録』、児島襄『日中戦争1』に掲載されたもので、児島襄によれば、1954年8月28日付香港新『自由人』に掲載された「我怎様取得田中密奏」（私はこうして田中秘密上奏文を入手した）と題する蔡智堪（さいちかん）なる人物の手記が出典である。手記によると、1928年（昭和3年）6月に奉天の東三省保安総局司令官公署外交委員（就任は1928年7月）王家楨の依頼で政友会代議士の床次竹二郎を通じて内大臣・牧野伸顕にわたりをつけ、その手引きで 宮内省書庫に潜入して上奏文の全文を写し取り、それを王家楨が漢訳したという。宮内省潜入の経緯は詳しく書かれているが、誤りや、不審な記述がみられ、この証言への信頼を失わせている。なお、王家楨は張学良の下で働き、日本への留学経験もある。後に国民政府外交部常務次長（1930年 - 1931年）となった。
2. もう一つは北京の「文史資料集」に収録されていた王家楨の回想録『日本両機密文件中訳本的来歴』（1960年執筆）に現代史家・秦郁彦が見出したものである。秦が中国の大学に勤務する友人から入手したというそれによると、台湾人の友人（秦は蔡智堪と推定する）が某政党の幹事長宅で書き移した機密文書だとして王家楨に分割して送ってきた文書であった。その内容が第一級で、また日本の満蒙政策とも合っていたため弁公室のスタッフを動員して翻訳を実施したものの、誤字・脱字が多く、また判読困難な部分も少なくなかったため整合性のある文章に直すのに苦労したという。その後、張学良の許可を得て印刷し、うち4冊を南京へ送ったところ公表され、心ならずも宣伝材料として使われてしまった、というものである。また秦によれば、回顧録には、日本の浪人や台湾系日本人の工作員であった蔡智堪らが入手した材料を1929年に王家楨が加工して上奏文を偽造し、また政府部内に配布した経緯についての記述がある。なお、『田中義一伝記』を編集した高倉徹一によれば、軍の特務機関で働いた中村幸雄なる人物が日本陸軍経理学校出の王大槇（筆名：王芃生）を作者として名をあげたが、別の者によれば王大槇は田中上奏文の作者と思われないとし、同名の人物が張学良のもとにいてそちらと間違われたのであろうとしている。それがこの王家楨であろうか。

### ソ連説
ソ連・ロシア公式説
ロシア対外情報庁（SVR）の公式説によれば、1927年9月にソウルに着任したイワン・チチャエフ総領事（実際にはOGPU外国課支局長）が、コードネーム「アポ」（通訳で、ロシア人女性を妻とし、貧しい侍階級出身と描写されている）を通して入手したものとされている。
Essad Beyの「Histoire du Guépéou」(邦訳版「ゲ・ペ・ウ秘史」)によれば、ゲーペーウーには密約書等の取引所が設置されており、外国の公使館で往々に正しくない秘密条約を買収し、外国スパイに売却していたとされる。
トロツキー
これは、レフ・トロツキーが1940年に当事者の一人として発表した回想である。トロツキーによれば、1925年にGPUの日本人協力者を通じて日本の機密文書を入手したことをソ連共産党政治局会議で報告され、米国の協力者を通じて最終的にそれを出版することになったというものである。トロツキーは、日本政府の行動そのものが田中上奏文の真実性を証明している、としている。
しかし、いずれの説も原文がどのように入手されたかを述べるが、原文の作成者の解明には、あまり結びつかない。

### 鈴木貞一説
秦の王家楨説では、原文が「某政党」関係者宅から流出したとしているが、いかなる性質の文書であったのかは書かれていない。
原文が日本人の手になることは、当時、外交の場で田中上奏文に接した重光葵、石射猪太郎、松岡洋右などの見解であるが、この中で、松岡洋右は国際連盟で次のように発言している。「私はその記録が北平に於ける或公使館附陸軍武官によつて、或支那人の黙認のもとに造り上げられたものであると信じ得る報告を前にしてゐる...後に私は確實に信頼し得る方面から、或日本人が、東京会議に於ける日本の参加者側の行動計画を含むと称する秘密の報導の報告を起草したと言ふことを知つたのであり、今日までそれが眞相であることに些少の疑も有して居ない。その記録は支那人に五〇、〇〇〇弗で買はれた。」
しかし、松岡は、この前年1931年7月に『動く満蒙』という著書を出していて、そこでは上奏文についての誤解を一掃しようと前おきして「上奏文の原本は北京に居住している某国人が偽造したもので確実な証拠さえあると言われている」が、「私をもってみれば、あるいは日本人のある者が金儲の為に偽造し、これを支那人に相当の高い値段で売り付けたのであって、これを買取った支那人は真物と信じており、又その人が今日その虚偽なるを悟っても自らその虚偽なることを告白しえない破目に陥ってるのではあるまいか」と述べていて、連盟での松岡の主張は、自身の先行する主張をさらに膨らませたような内容となっている。
公使館附陸軍武官ではなかったが、東方会議のために報告書を書いたとみられる人物が存在する。それは、参謀本部作戦課にいた鈴木貞一である。田中上奏文に関して鈴木貞一が原文を書いたのではないかとして「鈴木貞一氏の談話」を大衆に広く紹介したのは松本清張『昭和史発掘3』で、大江志乃夫『張作霖爆殺』にも引用されている。太平洋戦争前の1940年（1941年にも普及版が出版）、日中戦争たけなわの頃に森恪の伝記として山浦貫一編纂の『森恪』が刊行されたが、この中に鈴木貞一のこの証言談話が収録されている。
それによると、もともと河本大作や石原莞爾らと相談して積極的な満蒙政策の案を書いていた。「その案といふのは、方針だけいふと、満洲を支那本土から切り離して、さうして別個の土地区画にして、その土地、地域に日本の政治的勢力を入れる。さうして東洋平和の基礎にする」というものであった。それを森に持ち込んだところ、森は内閣を説得するのも自分一人ではできることではないとなった。しかし、ちょうど東京に来ていた奉天総領事・吉田茂に相談したところ、アメリカに「グウの音」も言わせないようにする必要があるとし、「アメリカのことは斎藤がよく知つてゐる。しかし、かういふ考を剥き出しに出したのでは、内閣ばかりでなしに、元老、重臣、皆承諾しさうもないから、これを一つオブラートに包まなければならぬ。どういふオブラートに包むか。それを斎藤と相談しよう」と、吉田は、ちょうど帰国中であったニューヨーク総領事斎藤博を紹介したので、斎藤が書き改めて案を作ったという。それをもとに、吉田・森が外務省工作を行い、さらに吉田は元老・重臣を説く、森は内閣・政界方面を引き受け、斎藤は外務省とアメリカを担当するという話になったという。
『田中義一伝記』（1981年）によれば、こうやって出来たものを張作霖爆殺事件で当時の田中義一内閣を追い込もうとしていた野党の立憲民政党関係者が入手、中国側で発表させようとして中国に持ち込んだものの、紆余曲折を経て民間で中国語の翻訳・発表され、日本人が知る上奏文はそれがまた翻訳されたものなので、日本人が見るとおかしい点が多々あるのだという。

## 外交関係者の見解
当時の外交に関った人物達が田中上奏文に対しどのように述べているかを紹介する。

### 重光葵
重光葵：中国代理公使当時、中国政府に田中上奏文の取締まり要請をした。
（要約）日本軍部の極端論者の意見が書き変えられたもの。日本の行動は、あたかも田中上奏文を教科書として進められたような状態となった。

然し恐らく、日本軍部の極端論者の中には、これに類似した計画を蔵したものがあって、これら無責任なるものの意見書なるものが何人かの手に渡り、この種の文書として書き変えられ、宣伝に利用されたもの、と思われる。要するに田中覚書なるものは、左右両極端分子の合作になったものと見て差し支えない。而して、その後、に発生した東亜の事態と、これに伴う日本の行動とは、恰[あたか]も田中覚書を教科書として進められたような状態となったので、この文書に対する外国の疑惑は拭い去ることが困難となった。

### 石射猪太郎
石射猪太郎：吉林総領事当時、田中上奏文が『時事月報』12月号に掲載されたことを幣原外務大臣に報告した。
(要約)後日の巷説によると、一日本人が書きおろし、数万円で中国側に売り込んだもの。満州事変～太平洋戦争において、この創作が殆どその筋書き通りに実演された。

会議は私の関するところではなかったが、私はその経過の大様を聞知していた。私の知る限り、東方会議は、田中上奏文にあるような、とてつもない大陸侵略計画を評議したものではなく、この上奏文は、確かに誰かの創作であった。しかもすばらしい傑作であった。後日の巷説によると、一日本人が書きおろし、数万円で中国側に売り込んだものだとの説であった。

しかるにやがて起こった満州事変、中日事変、太平洋戦争において、この創作が殆どその筋書き通りに実演されたのは、驚嘆の他なく、創作者の着想の非凡さと、ヴィジョンの広遠さが、今さら振り返えられるのであった

## 現状
戦後の日本においては、1964年の稲生典太郎の論文「『田中上奏文』をめぐる二三の問題」により偽書であることが有力視され、その後さしたる反対説もないまま、例えば児島襄『日中戦争1』、秦郁彦『昭和史の謎を追う（上）』（いずれも文春文庫）などにおいても、田中上奏文は偽書とされている。
しかし、上奏文として偽書であったとして、誰が何を目的として原文を書き、それが実際にどの程度日本の朝野において共有され、またその後起ったことと文書の内容が符合するのはなぜか、といった問題が解決したわけではない。しばしば日本側には偽書説をとって其れで事足れりとする姿勢をとる者もみられる。このため、偽書説・本物説に加えて、元となる何らかの文書が日本人側で作成され之に基づいて日本の大陸進出政策が取られたとする考えを実存説と称しようとする見解もある。『評伝 田中義一』では、この実存説を主張し、鈴木貞一を上奏文原案の作成者とし、その上で、政界・軍の中堅少壮分子が参与し、彼らあるいは志を同じくする現地分子の台頭や独断的行動により後の現実がこの内容をなぞったことは驚くにあたらないとし、あくまで責を中堅少壮分子に限っている。しかし実際には、鈴木の談話によれば彼らは要路の者に働きかけており、また例えば、太平洋戦争前の日中戦争たけなわの頃には、当時の日本の大陸進出について自衛措置と正当化しつつも、これこそ森恪が本来の意図したところとして「（森恪は）十余年経たずして、日本の朝野を挙げて、一致した政策となって実行せられつつあるを知ったならば、必ずや地下で会心の笑みを洩らしていることであろう」と、歴代内閣が偽書としている田中上奏文についてこそ触れないものの、少なくとも森恪の考えが日本の朝野を挙げた政策認識と化しつつあることを認めている書籍が出版されている。
秦郁彦によれば、日本では偽書説がほぼ定着しているが、中国では長年本物と見なす論が主流であったとする。秦は、1986年10月台北で開催された蒋介石生誕記念の学術シンポジウムや、1991年5月東京で開催されたノモンハンに関する学術シンポジウムにおいても、台湾や旧ソ連の研究者らかわ田中上奏文を本物と主張していたと1993年3月出版の『昭和史の謎を追う』（上巻）では追記していた。しかし、1999年12月に文庫本化された同著の追記では、これを特段の説明なく削除し、｢王家楨(田中上奏文の発掘公開に関係した人物)は1984年に死去した｣との記述内容に差し替えている。
服部龍二、寺田恭輔らからはロシアではトロツキーが未定稿で諜報活動でソ連が入手したとしたことに始まり、いまだ本物とする説が強いとの報告もされている。一方、服部は中国や台湾では先の本物そのものではない意味の実在説が根強いとする。
日中歴史共同研究の中国側座長である歩平中国社会科学院近代史研究所所長は、田中上奏文が「本物だとする十分な根拠はないと考えている」と述べ、同年7月までにまとめる共同研究の報告書で中国側の公式見解を見直す可能性を示唆した。また、歩平は日本のジャーナリストとの討論でも、秦郁彦の調査を高く評価していることを表明した。
手嶋龍一は2013年に、「田中上奏文は中国側の贋作だが、日本側の機密文書も織り込んだ実に巧みな工作だった」と主張している。
歴史家の江口圭一は、上奏文としては偽物であることを前提としたうえで真の制作者は誰であるかという問題に移行しているとし、稲生論文が単純に中国人がデッチ上げたものとしていることを批判している。
作家･評論家の中川右介は「官僚ではないにしろ、田中上奏文の作成者が日本政府の実情にかなり詳しいことは間違いなく、中国人が独自に作成したとの可能性はほぼ否定されている」とした上で、「はたして本当に天皇に上奏されたものなのか。政府や軍の侵略に積極的だった者が自分の考えを書いただけのものだったのか。そのあたりは謎」としている。また、中川は「日本がいくら偽書だと主張しても上奏文に書かれたのとほぼ同じ行動をとったため、（本物と信じている人には）なかなか信用されない」点を指摘している。

## 田中上奏文が登場する作品
- ザ・バトル・オブ・チャイナ (1944年) - アメリカによるプロパガンダ映画。フランク・キャプラ監督。ソ連映画『上海ドキュメント』の映像も一部使用されている。
- 汝の敵、日本を知れ (1945年) - アメリカ陸軍省委託によるプロパガンダ映画。フランク・キャプラ監督。
- 東京スパイ大作戦 (1945年) - アメリカによるフィクション映画。フランク・ロイド監督。
- 日本の悲劇 - 日本の日本映画社によるドキュメンタリー映画。亀井文夫監督。冒頭「田中覚書」の名前で言及されており、「怪文書」「事の真偽はともかくとして」と実在に疑問を呈しつつ、大陸侵略の実態に一致すると指摘している。

### 日本語文献
- 日華倶楽部『支那人の観た日本の満蒙政策』日華倶楽部、1930年（昭和5年）（田中上奏文の邦訳全文を掲載）
- ウイロビー『支那事変と日本(翻訳)』東亜研究所、1941年（昭和16年）
- 山浦寛一編修・森恪伝記編纂会発行『森恪』高山書院、1941年（昭和16年）
- 東京新聞『アジア失楽園 東京裁判報告 第2篇』唯人社、1947年（昭和22年）
- 石射猪太郎『外交官の一生：対中国外交の回想』太平出版1974年（初版1972年）
- サンケイ新聞社『蔣介石秘録（上）改訂特装版』サンケイ出版、1985年（昭和60年）
- 重光葵『昭和の動乱 上』中公文庫、2001年
- 松本清張『昭和史発掘 3』文春文庫、1979年（初版1978年）
- 児島襄『日中戦争 1』文春文庫、1994年（初版1988年）
- 秦郁彦『昭和史の謎を追う 上』文春文庫、2000年（初版1999年）
- 大江志乃夫『張作霖爆殺』中公新書、1997年（初版1989年）
- 服部龍二「『田中上奏文』と日中関係」中央大学人文科学研究所編『民国後期中国国民党政権の研究』中央大学出版部、2005年
- 笠原十九司・吉田裕編『現代歴史学と南京事件』柏書房、2006年
- 服部龍二「『田中上奏文』をめぐる論争──実存説と偽造説の間」劉傑・三谷博・楊大慶編『国境を越える歴史認識──日中対話の試み』東京大学出版会、2006年

- ジョン・ダワー 『容赦なき戦争』 ISBN 4582764193
  - 『人種偏見―太平洋戦争に見る日米摩擦の底流』ISBN 4484871351 の改題文庫化
- 橋川文三 『黄禍物語』 ISBN 4006000243
- 中村政則 『昭和の歴史 2―昭和の恐慌』 ISBN 4093760020 ISBN 4094011021 ISBN 4094610227
- 吉田裕 「『新 「南京大虐殺」 のまぼろし』 の誤り」『週刊金曜日』No.280 (1999. Aug. 27) （東京裁判と「田中上奏文」の背後関係に言及）
- 藤井一行『「田中上奏文」は本当に偽書か？ 新発掘史料で「昭和史の謎」を追う』
- 服部龍二『日中歴史認識:「田中上奏文」をめぐる相剋 1927-2010』東京大学出版会、2010年。ISBN 978-4-13-023059-9

### その他言語文献
- "Tanaka Memorial"(Reprinted from the Far Eastern Magazine Vol.I, No.7, May, 1938.),the Chinese Student Patriotic Association of America,発行年1938年 - 1941年と推定（表紙画像使用）
- "Text of Tanaka Memorial, Japan's 'Mein Kamp'", Sydney, N.S.W. Bookstall Co.Pty.Ltd.,発行年不明（1931年以降、トロツキーの作なる文章を掲載）
- K.K.Kawakami, "Japan Speaks: On the Sino-Japanese Crisis", New York, The MacMillan Company, 1932.